# استان بلائیت
بلائیت (به Latin (disambiguation): Belait) یک استان در Brunei است که در غرب این کشور واقع شده‌است.
استان بلائیت بزرگترین و همچنین به عنوان غربی‌ترین منطقه در برونئی است. کلمه بلائیت (به Latin (disambiguation): Belait) از نام ساکنان بومی با همین نام گرفته شده است.